# Trönninge distrikt
Trönninge distrikt är ett distrikt i Halmstads kommun och Hallands län. 
Distriktet ligger vid kusten, söder om Halmstad. 

## Tidigare administrativ tillhörighet
Distriktet inrättades 2016 och utgörs av socknen Trönninge i Halmstads kommun.
Området motsvarar den omfattning Trönninge församling hade vid årsskiftet 1999/2000.